# 11e étape du Tour de France 1996
Pour un article plus général, voir Tour de France 1996.
La 11e étape du Tour de France 1996 a eu lieu le 11 juillet 1996 entre la ville de Gap et celle de Valence sur une distance de 202 km. Elle a été remportée le Colombien José Jaime González (Kelme-Artiach). Il devance d'une seconde un petit groupe de coureur réglé par l'Espagnol Manuel Fernández Ginés (Mapei-GB) et l'Italien Alberto Elli (MG Boys Maglificio-Technogym). Arrivé au sein du peloton, le Danois Bjarne Riis (Deutsche Telekom), conserve le maillot jaune de leader au terme de l'étape du jour.

## Profil et parcours
Les principales difficultés du Grand prix de la montagne sont dans la Drôme le col de Cabre (2e catégorie) et inédit, le col de Rousset (2e catégorie) et le col de la Chau (2e catégorie).
C'est la première fois qu'une étape arrive dans le département de la Drôme, 93 ans après le premier passage de la course en 1903, qui empruntait la Route nationale 7 traversant le département.

## Déroulement

### Points distribués
| Sprint intermédiaire La Roche-des-Arnauds (km 34.5) | Sprint intermédiaire La Roche-des-Arnauds (km 34.5) | Sprint intermédiaire La Roche-des-Arnauds (km 34.5) | Sprint intermédiaire La Roche-des-Arnauds (km 34.5) | Sprint intermédiaire La Roche-des-Arnauds (km 34.5) |
| --------------------------------------------------- | --------------------------------------------------- | --------------------------------------------------- | --------------------------------------------------- | --------------------------------------------------- |
|                                                     | Coureur                                             | Pays                                                | Équipe                                              | Point(s)                                            |
| 1er                                                 | Erik Zabel                                          | Allemagne                                           | Deutsche Telekom                                    | 6                                                   |
| 2e                                                  | Frédéric Moncassin                                  | France                                              | Gan                                                 | 4                                                   |
| 3e                                                  | Emmanuel Magnien                                    | France                                              | Festina-Lotus                                       | 2                                                   |
| modifier                                            |                                                     |                                                     |                                                     |                                                     |

| Sprint intermédiaire Leoncel (km 160.5) | Sprint intermédiaire Leoncel (km 160.5) | Sprint intermédiaire Leoncel (km 160.5) | Sprint intermédiaire Leoncel (km 160.5) | Sprint intermédiaire Leoncel (km 160.5) |
| --------------------------------------- | --------------------------------------- | --------------------------------------- | --------------------------------------- | --------------------------------------- |
|                                         | Coureur                                 | Pays                                    | Équipe                                  | Point(s)                                |
| 1er                                     | Laurent Roux                            | France                                  | TVM-Farm Frites                         | 6                                       |
| 2e                                      | Stefano Cattai                          | Italie                                  | Roslotto-ZG Mobili                      | 4                                       |
| 3e                                      | Alberto Elli                            | Italie                                  | MG Boys Maglificio-Technogym            | 2                                       |
| modifier                                |                                         |                                         |                                         |                                         |

| Arrivée d'étape Valence (km 202) | Arrivée d'étape Valence (km 202) | Arrivée d'étape Valence (km 202) | Arrivée d'étape Valence (km 202) | Arrivée d'étape Valence (km 202) |
| -------------------------------- | -------------------------------- | -------------------------------- | -------------------------------- | -------------------------------- |
|                                  | Coureur                          | Pays                             | Équipe                           | Point(s)                         |
| 1er                              | José Jaime González              | Colombie                         | Kelme-Artiach                    | 20                               |
| 2e                               | Manuel Fernández Ginés           | Espagne                          | Mapei-GB                         | 17                               |
| 3e                               | Alberto Elli                     | Italie                           | MG Boys Maglificio-Technogym     | 15                               |
| 4e                               | Laurent Brochard                 | France                           | Festina-Lotus                    | 13                               |
| 5e                               | Marco Fincato                    | Italie                           | Roslotto-ZG Mobili               | 12                               |
| 6e                               | Laurent Roux                     | France                           | TVM-Farm Frites                  | 10                               |
| 7e                               | Stefano Cattai                   | Italie                           | Roslotto-ZG Mobili               | 9                                |
| 8e                               | Laurent Madouas                  | France                           | Motorola                         | 8                                |
| 9e                               | Erik Zabel                       | Allemagne                        | Deutsche Telekom                 | 7                                |
| 10e                              | Fabio Baldato                    | Italie                           | MG Boys Maglificio-Technogym     | 6                                |
| modifier                         |                                  |                                  |                                  |                                  |

| Col de Cabre (km 95) 2e catégorie | Col de Cabre (km 95) 2e catégorie | Col de Cabre (km 95) 2e catégorie | Col de Cabre (km 95) 2e catégorie | Col de Cabre (km 95) 2e catégorie |
| --------------------------------- | --------------------------------- | --------------------------------- | --------------------------------- | --------------------------------- |
|                                   | Coureur                           | Pays                              | Équipe                            | Point(s)                          |
| 1er                               | Richard Virenque                  | France                            | Festina-Lotus                     | 20                                |
| 2e                                | Laurent Brochard                  | France                            | Festina-Lotus                     | 15                                |
| 3e                                | Emmanuel Magnien                  | France                            | Festina-Lotus                     | 12                                |
| 4e                                | Laurent Dufaux                    | Suisse                            | Festina-Lotus                     | 10                                |
| 5e                                | Marco Della Vedova                | Italie                            | Brescialat-Verynet                | 8                                 |
| 6e                                | Udo Bölts                         | Allemagne                         | Deutsche Telekom                  | 6                                 |
| 7e                                | Piotr Ugrumov                     | Lettonie                          | Roslotto-ZG Mobili                | 4                                 |
| 8e                                | Pascal Richard                    | Suisse                            | MG Boys Maglificio-Technogym      | 3                                 |
| 9e                                | Michele Bartoli                   | Italie                            | Mapei-GB                          | 2                                 |
| 10e                               | Paolo Savoldelli                  | Italie                            | Roslotto-ZG Mobili                | 1                                 |
| modifier                          |                                   |                                   |                                   |                                   |

| Col du Rousset (km 111.5) 2e catégorie | Col du Rousset (km 111.5) 2e catégorie | Col du Rousset (km 111.5) 2e catégorie | Col du Rousset (km 111.5) 2e catégorie | Col du Rousset (km 111.5) 2e catégorie |
| -------------------------------------- | -------------------------------------- | -------------------------------------- | -------------------------------------- | -------------------------------------- |
|                                        | Coureur                                | Pays                                   | Équipe                                 | Point(s)                               |
| 1er                                    | Laurent Brochard                       | France                                 | Festina-Lotus                          | 20                                     |
| 2e                                     | Thierry Bourguignon                    | France                                 | Aubervilliers 93-Peugeot               | 15                                     |
| 3e                                     | Rolf Jaermann                          | Suisse                                 | MG Boys Maglificio-Technogym           | 12                                     |
| 4e                                     | Paolo Savoldelli                       | Italie                                 | Roslotto-ZG Mobili                     | 10                                     |
| 5e                                     | Laurent Madouas                        | France                                 | Motorola                               | 8                                      |
| 6e                                     | Stefano Cattai                         | Italie                                 | Roslotto-ZG Mobili                     | 6                                      |
| 7e                                     | Jens Heppner                           | Allemagne                              | Deutsche Telekom                       | 4                                      |
| 8e                                     | Richard Virenque                       | France                                 | Festina-Lotus                          | 3                                      |
| 9e                                     | Tony Rominger                          | Suisse                                 | Mapei-GB                               | 2                                      |
| 10e                                    | Jan Ullrich                            | Allemagne                              | Deutsche Telekom                       | 1                                      |
| modifier                               |                                        |                                        |                                        |                                        |

| Col de la Chau (km 125.5) 2e catégorie | Col de la Chau (km 125.5) 2e catégorie | Col de la Chau (km 125.5) 2e catégorie | Col de la Chau (km 125.5) 2e catégorie | Col de la Chau (km 125.5) 2e catégorie |
| -------------------------------------- | -------------------------------------- | -------------------------------------- | -------------------------------------- | -------------------------------------- |
|                                        | Coureur                                | Pays                                   | Équipe                                 | Point(s)                               |
| 1er                                    | Laurent Brochard                       | France                                 | Festina-Lotus                          | 20                                     |
| 2e                                     | Rolf Jaermann                          | Suisse                                 | MG Boys Maglificio-Technogym           | 15                                     |
| 3e                                     | Thierry Bourguignon                    | France                                 | Aubervilliers 93-Peugeot               | 12                                     |
| 4e                                     | Paolo Savoldelli                       | Italie                                 | Roslotto-ZG Mobili                     | 10                                     |
| 5e                                     | Stefano Cattai                         | Italie                                 | Roslotto-ZG Mobili                     | 8                                      |
| 6e                                     | Laurent Roux                           | France                                 | TVM-Farm Frites                        | 6                                      |
| 7e                                     | Manuel Fernandez Gines                 | Espagne                                | Mapei-GB                               | 4                                      |
| 8e                                     | Laurent Madouas                        | France                                 | Motorola                               | 3                                      |
| 9e                                     | Alberto Elli                           | Italie                                 | MG Boys Maglificio-Technogym           | 2                                      |
| 10e                                    | José Jaime González                    | Colombie                               | Kelme-Artiach                          | 1                                      |
| modifier                               |                                        |                                        |                                        |                                        |

| Montagne de Malatra (km 142.5) 3e catégorie | Montagne de Malatra (km 142.5) 3e catégorie | Montagne de Malatra (km 142.5) 3e catégorie | Montagne de Malatra (km 142.5) 3e catégorie | Montagne de Malatra (km 142.5) 3e catégorie |
| ------------------------------------------- | ------------------------------------------- | ------------------------------------------- | ------------------------------------------- | ------------------------------------------- |
|                                             | Coureur                                     | Pays                                        | Équipe                                      | Point(s)                                    |
| 1er                                         | Laurent Brochard                            | France                                      | Festina-Lotus                               | 10                                          |
| 2e                                          | Laurent Roux                                | France                                      | TVM-Farm Frites                             | 7                                           |
| 3e                                          | Stefano Cattai                              | Italie                                      | Roslotto-ZG Mobili                          | 5                                           |
| 4e                                          | Marco Fincato                               | Italie                                      | Roslotto-ZG Mobili                          | 3                                           |
| 5e                                          | Alberto Elli                                | Italie                                      | MG Boys Maglificio-Technogym                | 1                                           |
| modifier                                    |                                             |                                             |                                             |                                             |

| Col de la Bataille (km 152) 3e catégorie | Col de la Bataille (km 152) 3e catégorie | Col de la Bataille (km 152) 3e catégorie | Col de la Bataille (km 152) 3e catégorie | Col de la Bataille (km 152) 3e catégorie |
| ---------------------------------------- | ---------------------------------------- | ---------------------------------------- | ---------------------------------------- | ---------------------------------------- |
|                                          | Coureur                                  | Pays                                     | Équipe                                   | Point(s)                                 |
| 1er                                      | Laurent Brochard                         | France                                   | Festina-Lotus                            | 10                                       |
| 2e                                       | Stefano Cattai                           | Italie                                   | Roslotto-ZG Mobili                       | 7                                        |
| 3e                                       | Alberto Elli                             | Italie                                   | MG Boys Maglificio-Technogym             | 5                                        |
| 4e                                       | Manuel Fernandez Gines                   | Espagne                                  | Mapei-GB                                 | 3                                        |
| 5e                                       | Laurent Madouas                          | France                                   | Motorola                                 | 1                                        |
| modifier                                 |                                          |                                          |                                          |                                          |

| Col des Limouches (km 166) 3e catégorie | Col des Limouches (km 166) 3e catégorie | Col des Limouches (km 166) 3e catégorie | Col des Limouches (km 166) 3e catégorie | Col des Limouches (km 166) 3e catégorie |
| --------------------------------------- | --------------------------------------- | --------------------------------------- | --------------------------------------- | --------------------------------------- |
|                                         | Coureur                                 | Pays                                    | Équipe                                  | Point(s)                                |
| 1er                                     | Stefano Cattai                          | Italie                                  | Roslotto-ZG Mobili                      | 10                                      |
| 2e                                      | Alberto Elli                            | Italie                                  | MG Boys Maglificio-Technogym            | 7                                       |
| 3e                                      | Laurent Brochard                        | France                                  | Festina-Lotus                           | 5                                       |
| 4e                                      | Manuel Fernandez Gines                  | Espagne                                 | Mapei-GB                                | 3                                       |
| 5e                                      | Laurent Madouas                         | France                                  | Motorola                                | 1                                       |
| modifier                                |                                         |                                         |                                         |                                         |

## Classement de l'étape
| \| Classement de l'étape \| Classement de l'étape \| Classement de l'étape \| Classement de l'étape \| Classement de l'étape \| \| Coureur \| Coureur \| Pays \| Équipe \| Temps \| \| --------------------- \| ---------------------- \| --------------------- \| ---------------------------- \| --------------------- \| \| 1er \| José Jaime González \| Colombie \| Kelme-Artiach \| 5 h 09 min 12 s \| \| 2e \| Manuel Fernández Ginés \| Espagne \| Mapei-GB \| + 1 s \| \| 3e \| Alberto Elli \| Italie \| MG Boys Maglificio-Technogym \| + 1 s \| \| 4e \| Laurent Brochard \| France \| Festina-Lotus \| + 1 s \| \| 5e \| Marco Fincato \| Italie \| Roslotto-ZG Mobili \| + 1 s \| \| 6e \| Laurent Roux \| France \| TVM-Farm Frites \| + 1 s \| \| 7e \| Stefano Cattai \| Italie \| Roslotto-ZG Mobili \| + 5 s \| \| 8e \| Laurent Madouas \| France \| Motorola \| + 5 s \| \| 9e \| Erik Zabel \| Allemagne \| Deutsche Telekom \| + 2 min 51 s \| \| 10e \| Fabio Baldato \| Italie \| MG Boys Maglificio-Technogym \| + 2 min 51 s \| |                        |           |                              |                 |
| |                        |           |                              |                 |
| |                        |           |                              |                 |
| Classement de l'étape |                        |           |                              |                 |
| Coureur | Coureur                | Pays      | Équipe                       | Temps           |
| 1er | José Jaime González    | Colombie  | Kelme-Artiach                | 5 h 09 min 12 s |
| 2e | Manuel Fernández Ginés | Espagne   | Mapei-GB                     | + 1 s           |
| 3e | Alberto Elli           | Italie    | MG Boys Maglificio-Technogym | + 1 s           |
| 4e | Laurent Brochard       | France    | Festina-Lotus                | + 1 s           |
| 5e | Marco Fincato          | Italie    | Roslotto-ZG Mobili           | + 1 s           |
| 6e | Laurent Roux           | France    | TVM-Farm Frites              | + 1 s           |
| 7e | Stefano Cattai         | Italie    | Roslotto-ZG Mobili           | + 5 s           |
| 8e | Laurent Madouas        | France    | Motorola                     | + 5 s           |
| 9e | Erik Zabel             | Allemagne | Deutsche Telekom             | + 2 min 51 s    |
| 10e | Fabio Baldato          | Italie    | MG Boys Maglificio-Technogym | + 2 min 51 s    |

## Classement général
| \| Classement général \| Classement général \| Classement général \| Classement général \| Classement général \| \| Coureur \| Coureur \| Pays \| Équipe \| Temps \| \| ------------------ \| ------------------ \| ------------------ \| ------------------ \| ------------------ \| \| 1er \| Bjarne Riis \| Danemark \| Deutsche Telekom \| 53 h 11 min 26 s \| \| 2e \| Evgueni Berzin \| Russie \| Gewiss-Playbus \| + 40 s \| \| 3e \| Tony Rominger \| Suisse \| Mapei-GB \| + 53 s \| \| 4e \| Abraham Olano \| Espagne \| Mapei-GB \| + 56 s \| \| 5e \| Jan Ullrich \| Allemagne \| Deutsche Telekom \| + 1 min 38 s \| \| 6e \| Peter Luttenberger \| Autriche \| Carrera Jeans \| + 2 min 38 s \| \| 7e \| Richard Virenque \| France \| Festina-Lotus \| + 3 min 39 s \| \| 8e \| Miguel Indurain \| Espagne \| Banesto \| + 4 min 38 s \| \| 9e \| Fernando Escartín \| Espagne \| Kelme-Artiach \| + 4 min 49 s \| \| 10e \| Laurent Dufaux \| Suisse \| Festina-Lotus \| + 5 min 03 s \| |                    |           |                  |                  |
| |                    |           |                  |                  |
| |                    |           |                  |                  |
| Classement général |                    |           |                  |                  |
| Coureur | Coureur            | Pays      | Équipe           | Temps            |
| 1er | Bjarne Riis        | Danemark  | Deutsche Telekom | 53 h 11 min 26 s |
| 2e | Evgueni Berzin     | Russie    | Gewiss-Playbus   | + 40 s           |
| 3e | Tony Rominger      | Suisse    | Mapei-GB         | + 53 s           |
| 4e | Abraham Olano      | Espagne   | Mapei-GB         | + 56 s           |
| 5e | Jan Ullrich        | Allemagne | Deutsche Telekom | + 1 min 38 s     |
| 6e | Peter Luttenberger | Autriche  | Carrera Jeans    | + 2 min 38 s     |
| 7e | Richard Virenque   | France    | Festina-Lotus    | + 3 min 39 s     |
| 8e | Miguel Indurain    | Espagne   | Banesto          | + 4 min 38 s     |
| 9e | Fernando Escartín  | Espagne   | Kelme-Artiach    | + 4 min 49 s     |
| 10e | Laurent Dufaux     | Suisse    | Festina-Lotus    | + 5 min 03 s     |

## Classements annexes
| Classement par points | Classement par points    | Classement par points | Classement par points        | Classement par points |
| Coureur               | Coureur                  | Pays                  | Équipe                       | Points                |
| --------------------- | ------------------------ | --------------------- | ---------------------------- | --------------------- |
| 1er                   | Erik Zabel               | Allemagne             | Deutsche Telekom             | 209 pts               |
| 2e                    | Frédéric Moncassin       | France                | Gan                          | 176 pts               |
| 3e                    | Fabio Baldato            | Italie                | MG Boys Maglificio-Technogym | 144 pts               |
| 4e                    | Jeroen Blijlevens        | Pays-Bas              | TVM-Farm Frites              | 121 pts               |
| 5e                    | Djamolidine Abdoujaparov | Ouzbekistan           | Refin-Mobilvetta             | 87 pts                |

| Classement par points | Classement par points    | Classement par points | Classement par points        | Classement par points |
| Coureur               | Coureur                  | Pays                  | Équipe                       | Points                |
| --------------------- | ------------------------ | --------------------- | ---------------------------- | --------------------- |
| 1er                   | Erik Zabel               | Allemagne             | Deutsche Telekom             | 209 pts               |
| 2e                    | Frédéric Moncassin       | France                | Gan                          | 176 pts               |
| 3e                    | Fabio Baldato            | Italie                | MG Boys Maglificio-Technogym | 144 pts               |
| 4e                    | Jeroen Blijlevens        | Pays-Bas              | TVM-Farm Frites              | 121 pts               |
| 5e                    | Djamolidine Abdoujaparov | Ouzbekistan           | Refin-Mobilvetta             | 87 pts                |

| Classement de la montagne | Classement de la montagne | Classement de la montagne | Classement de la montagne | Classement de la montagne |
| Coureur                   | Coureur                   | Pays                      | Équipe                    | Points                    |
| ------------------------- | ------------------------- | ------------------------- | ------------------------- | ------------------------- |
| 1er                       | Richard Virenque          | France                    | Festina-Lotus             | 196 pts                   |
| 2e                        | Bjarne Riis               | Danemark                  | Deutsche Telekom          | 115 pts                   |
| 3e                        | Tony Rominger             | Suisse                    | Mapei-GB                  | 107 pts                   |
| 4e                        | Luc Leblanc               | France                    | Polti                     | 95 pts                    |
| 5e                        | Laurent Brochard          | France                    | Festina-Lotus             | 94 pts                    |

| Classement de la montagne | Classement de la montagne | Classement de la montagne | Classement de la montagne | Classement de la montagne |
| Coureur                   | Coureur                   | Pays                      | Équipe                    | Points                    |
| ------------------------- | ------------------------- | ------------------------- | ------------------------- | ------------------------- |
| 1er                       | Richard Virenque          | France                    | Festina-Lotus             | 196 pts                   |
| 2e                        | Bjarne Riis               | Danemark                  | Deutsche Telekom          | 115 pts                   |
| 3e                        | Tony Rominger             | Suisse                    | Mapei-GB                  | 107 pts                   |
| 4e                        | Luc Leblanc               | France                    | Polti                     | 95 pts                    |
| 5e                        | Laurent Brochard          | France                    | Festina-Lotus             | 94 pts                    |

| Classement du meilleur jeune | Classement du meilleur jeune | Classement du meilleur jeune | Classement du meilleur jeune | Classement du meilleur jeune |
| Coureur                      | Coureur                      | Pays                         | Équipe                       | Temps                        |
| ---------------------------- | ---------------------------- | ---------------------------- | ---------------------------- | ---------------------------- |
| 1er                          | Jan Ullrich                  | Allemagne                    | Deutsche Telekom             | 53 h 13 min 04 s             |
| 2e                           | Peter Luttenberger           | Autriche                     | Carrera Jeans                | + 1 min 00 s                 |
| 3e                           | Manuel Fernández Ginés       | Espagne                      | Mapei-GB                     | + 6 min 46 s                 |
| 4e                           | Leonardo Piepoli             | Italie                       | Refin-Mobilvetta             | + 8 min 26 s                 |
| 5e                           | Michael Boogerd              | Pays-Bas                     | Rabobank                     | + 18 min 36 s                |

| Classement du meilleur jeune | Classement du meilleur jeune | Classement du meilleur jeune | Classement du meilleur jeune | Classement du meilleur jeune |
| Coureur                      | Coureur                      | Pays                         | Équipe                       | Temps                        |
| ---------------------------- | ---------------------------- | ---------------------------- | ---------------------------- | ---------------------------- |
| 1er                          | Jan Ullrich                  | Allemagne                    | Deutsche Telekom             | 53 h 13 min 04 s             |
| 2e                           | Peter Luttenberger           | Autriche                     | Carrera Jeans                | + 1 min 00 s                 |
| 3e                           | Manuel Fernández Ginés       | Espagne                      | Mapei-GB                     | + 6 min 46 s                 |
| 4e                           | Leonardo Piepoli             | Italie                       | Refin-Mobilvetta             | + 8 min 26 s                 |
| 5e                           | Michael Boogerd              | Pays-Bas                     | Rabobank                     | + 18 min 36 s                |

| Classement par équipes | Classement par équipes | Classement par équipes | Classement par équipes |
| Équipe                 | Équipe                 | Pays                   | Temps                  |
| ---------------------- | ---------------------- | ---------------------- | ---------------------- |
| 1re                    | Mapei-GB               | Italie                 | 159 h 43 min 29 s      |
| 2e                     | Deutsche Telekom       | Allemagne              | + 13 s                 |
| 3e                     | Festina-Lotus          | France                 | + 20 min 33 s          |
| 4e                     | Roslotto-ZG Mobili     | Italie                 | + 26 min 34 s          |
| 5e                     | ONCE                   | Espagne                | + 26 min 53 s          |

| Classement par équipes | Classement par équipes | Classement par équipes | Classement par équipes |
| Équipe                 | Équipe                 | Pays                   | Temps                  |
| ---------------------- | ---------------------- | ---------------------- | ---------------------- |
| 1re                    | Mapei-GB               | Italie                 | 159 h 43 min 29 s      |
| 2e                     | Deutsche Telekom       | Allemagne              | + 13 s                 |
| 3e                     | Festina-Lotus          | France                 | + 20 min 33 s          |
| 4e                     | Roslotto-ZG Mobili     | Italie                 | + 26 min 34 s          |
| 5e                     | ONCE                   | Espagne                | + 26 min 53 s          |